# El alucinante viaje de Patricio Rey y sus Redonditos de Ricota
El alucinante viaje de Patricio Rey y sus Redonditos de Ricota es un documental dirigido por Comando Luddista.

## Reseña
«El alucinante viaje de Patricio Rey y sus Redonditos de Ricota» cuenta los orígenes e historia de la banda Patricio Rey y sus Redonditos de Ricota. Más conocidos como Los Redondos, la banda estuvo activa desde 1976 hasta 2001. La película describe de cómo fue el proceso de ser aficionados a convertirse en el emblema del rock argentino. Se muestra la biografía y el potencial de dos líderes de la música: el Carlos «Indio» Solari y Eduardo «Skay» Beilinson, quienes se pueden ver en su juventud.

## Galería

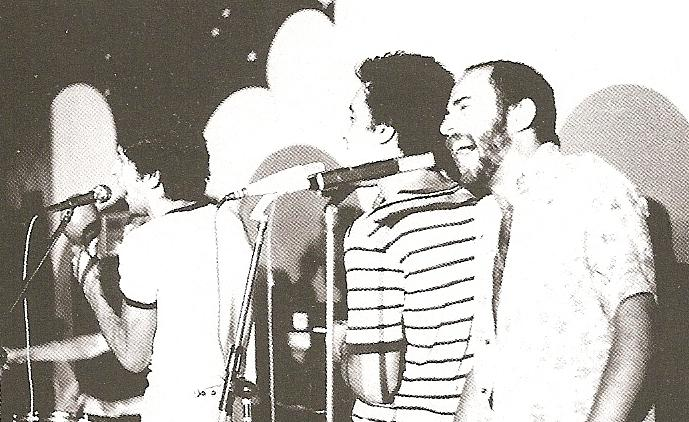
Los Redondos en 1978.
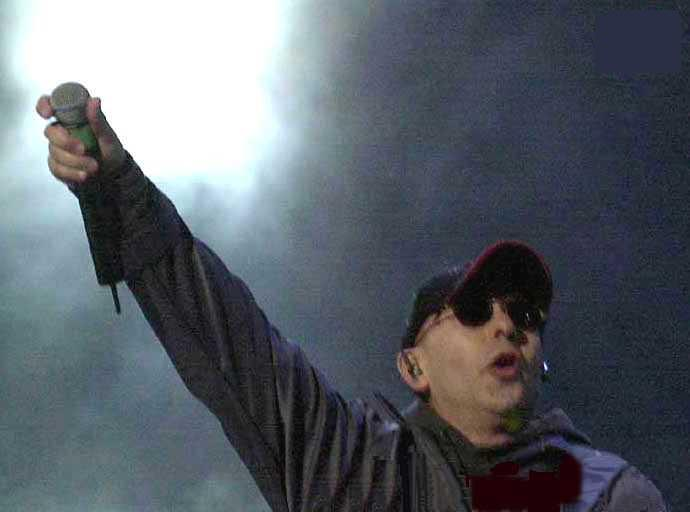
«Indio» Solari en 2001
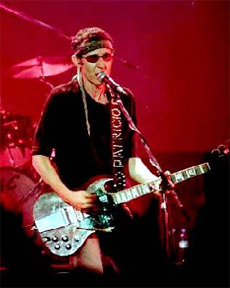
«Skay» Beilinson en 2008